# Тудозеро
Тудозеро — пресноводное озеро на территории Андомского сельского поселения Вытегорского района Вологодской области.

## Физико-географическая характеристика
Площадь озера — 11,4 км², площадь водосборного бассейна — 366 км². Располагается на высоте 33,2 метров над уровнем моря.
Форма озера продолговатая: оно более чем на десять километров вытянуто с северо-запада на юго-восток. Берега каменисто-песчаные, преимущественно возвышенные.
Из северо-западной оконечности озера вытекает река Тудозерка, впадающая в Онежское озеро.
По центру озера расположен один относительно крупный (по масштабам водоёма) остров без названия.
У юго-восточной оконечности озера проходит трасса А119 («Вологда — Медвежьегорск — автомобильная дорога Р-21 „Кола“»).
На берегах Тудозера расположены следующие деревни: Устье, Щекино, Паньшино, Насонова, Пустошь, Исаково, Остров, Тудозерский Погост, Паново, Кожино и Гонгинская.

## Бассейн
В Тудозеро впадают три реки:
- Илекса (притоком — рекой Нюдалой)
- Палая
- Поврека

Код объекта в государственном водном реестре — 01040100611102000019890.